# 北文間村
北文間村（きたもんまむら）とは、茨城県北相馬郡にかつて存在した村である。現在の茨城県龍ケ崎市の南西部に位置している。
村の西部には小貝川が流れている。

## 歴史
- 1889年（明治22年）4月1日 - 町村制施行に伴い、長沖新田･須藤堀村･長沖村･豊田村･北方村･羽黒村が合併し北相馬郡北文間村が発足。
- 1935年（昭和10年）9月26日 - 群馬県内の集中豪雨の影響で小貝川の水位が上昇。約350戸が軒下まで水に浸かる[1]。
- 1954年（昭和29年）3月20日 - 北相馬郡川原代村、稲敷郡馴柴村、大宮村、八原村、長戸村とともに稲敷郡龍ケ崎町へ編入され、消滅。龍ケ崎町は同日市制施行し龍ケ崎市となる。